# The Imagined Savior Is Far Easier to Paint
The Imagined Savior Is Far Easier to Paint ist das dritte Studioalbum des Trompeters Ambrose Akinmusire. Die Aufnahmen entstanden 2013/14 in Brooklyn und Toronto. Das Album erschien am 10. März 2014 bei Blue Note Records. Akinmusire wurde für das Album 2015 mit dem ECHO Jazz als Instrumentalist des Jahres international ausgezeichnet. Zeitungen und Musikmagazine wie die Los Angeles Times, AllMusic Stereophile oder Pop Matters zählen es zu den besten Jazzalben des Jahres 2014.
In der 2014 NPR Music Jazz Critics Poll, wo 140 Jazzkritiker ihre Jahresalben kürten, kam The Imagined Savior Is Far Easier To Paint auf Platz 3 von 700 Alben.

## Hintergrund
Im Kern besteht die Band, mit der Akinmusire sein drittes Studioalbum einspielte, aus seinem regelmäßigen Quintett, das er mit dem Saxophonisten Walter Smith III leitet; die Rhythmusgruppe besteht aus dem Pianisten Sam Harris, dem Bassisten Harish Raghavan und dem Schlagzeuger Justin Brown. Hinzu kam ferner der Gitarrist Charles Altura: bei verschiedenen Stücken des Albums wurde die Gruppe um Gastmusiker und -vokalisten erweitert, darunter Becca Stevens, Theo Bleckmann und Cold Specks, die jeweils auch die Songtexte beisteuerten.

## Musik des Albums
Das Album beginnt mit einem Trompete-Piano-Duett (Marie Christie); nach dem Quintettstück As We Fight (Willie Penrose) folgt Our Basement (Ed), ein Song der Singer/Songwriterin Becca Stevens. Darin spricht der Erzähler zu einer geliebten Person:

“Your eyes were aglow like two moons
 Your eyes were aglow like two moons
 And your smile shot through me
 Tranquilizing all the ache”

Doch dann offenbart der Erzähler, dass das Objekt seiner Begierde tatsächlich nur ein vorbeigehender Fremder ist:

“I imagine you
 Doing simple things …
 Singing out the words that move you
 Down the avenue
 While I watch you walk past me.”

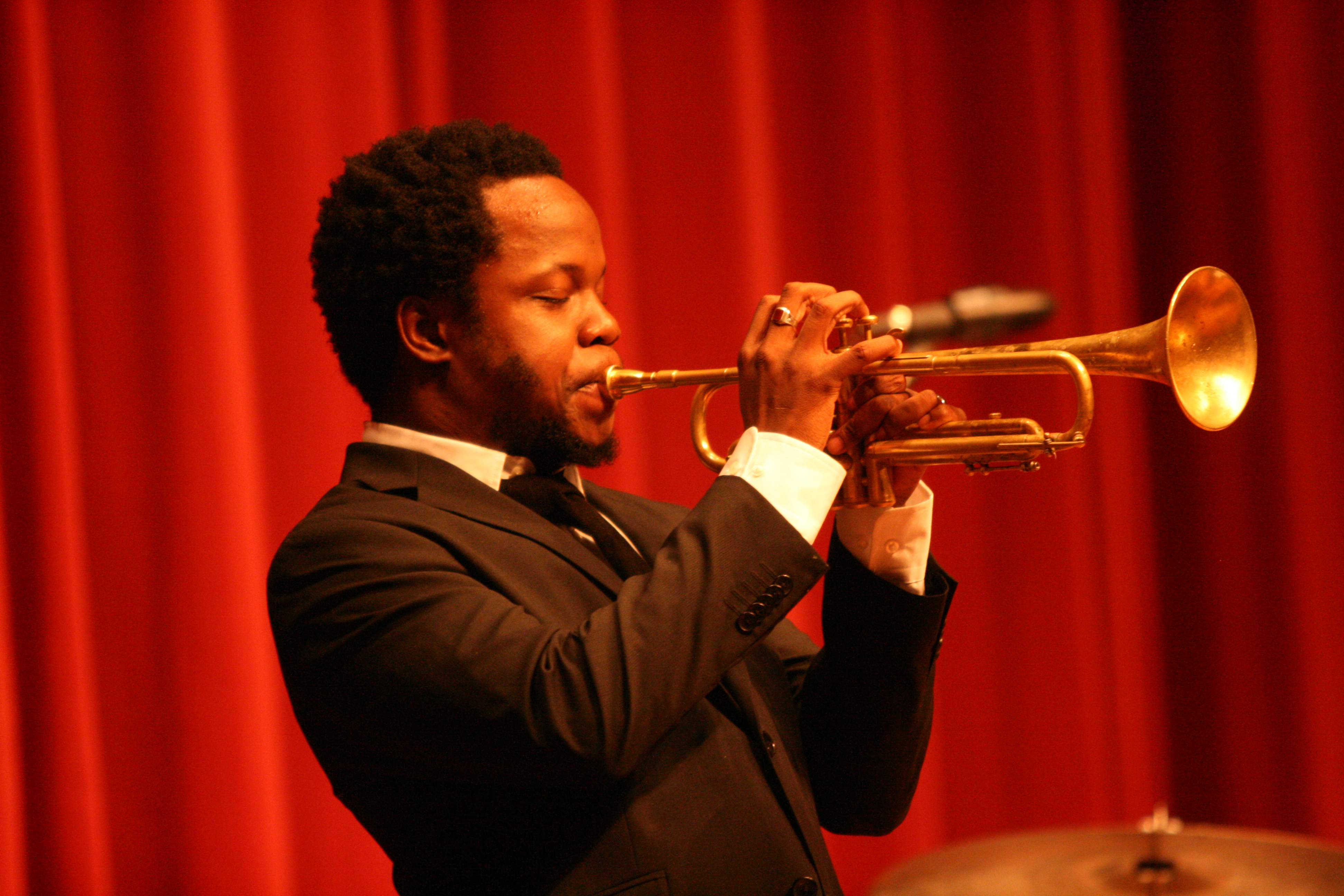
Ambrose Akinmusire 2011

Der Song ist auf der Basis eines wie die Herzfrequenz pochenden Schlagzeugs aufgebaut, hinzu kommen Pianoakkorde, Streichquartett (OSSO String Quartet) und Akinmusire selbst. Vartha ist ein Instrumentalstück in Sextettbesetzung und in mittlerem Tempo, das mit seiner Fanfare von Booker Little und Radiohead inspiriert sein kann. Nach einer weiteren Sextettnummer (Memo (G. Learson), mit einem Solo von Walter Smith III) folgt The Beauty of Dissolving Portraits, bei dem Akinmusire wieder von den Streichern begleitet wird. Ein Feature für den Sänger Theo Bleckmann ist das Joni Mitchell gewidmete Asiam (Joan), das als Auftragskomposition des New Yorker Asia Society Museum entstand und als Kunstlied zunächst nur mit Pianobegleitung vorgetragen wird (“This will be my promise to you / That I love myself as you do”). Dann füllt die Band den Zwischenraum und Bleckmann steuert wortlose Vokalschichten bei. Nach der Instrumentalnummer Bubbles (John William Sublett) folgt der Song Ceaseless Inexhaustible Child (Cyntoia Brown), in dem die Singer-Songwriterin Cold Specks die bewegende Geschichte einer jungen Frau in großen Schwierigkeiten vorträgt; es ist ein Song über Cyntoia Brown‚ als 16-Jährige wegen Mordes verurteilt wurde und in Tennessee eine lebenslange Freiheitsstrafe absitzt. Danach schließt sie die „schauerliche Rezitation“ der Namen von Opfern (darunter Trayvon Martin) von Schüssen durch rassistisch aufgeladene Polizeigewalt (Rollcall for Those Absent) durch eine Kinderstimme (Muna Blake) an, begleitet von Keyboard und Schlagzeug. Nach einer weiteren Instrumentalnummer (J. E. Nilmah [Ecclesiastes 6:10]) kommt in Inflatedbyspinning erneut das Streichquartett hinzu. Das Album endet mit dem 16-minütigen Livemitschnitt Richard (Conduit), erneut in Quintettbesetzung.

## Titelliste
- Ambrose Akinmusire: The Imagined Savior is Far Easier to Paint (Blue Note/Universal B001972602IN02[10])

- 1. Marie Christie – 3:17

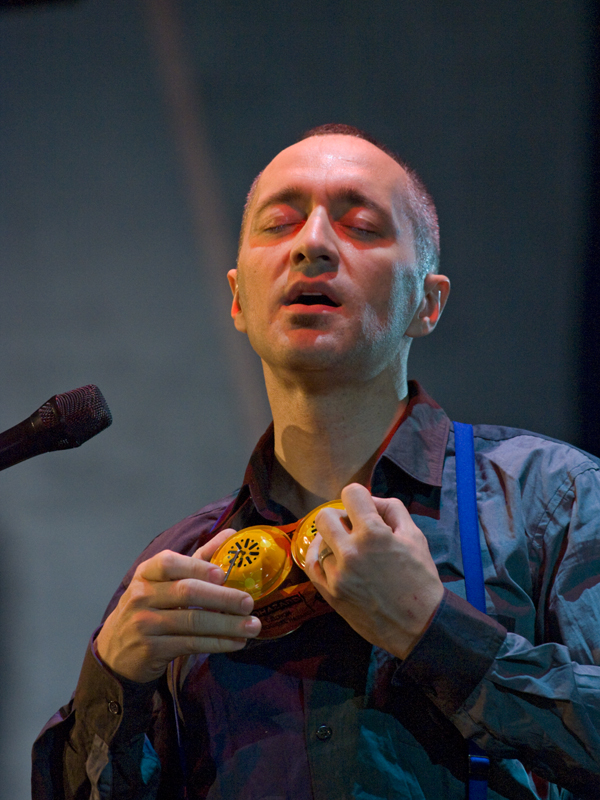
Theo Bleckmann, Moers Festival 2008

  2. As We Fight (Willie Penrose) – 6:25
  3. Our Basement (Ed; Akinmusire/Stevens) – 6:28
  4. Vartha – 7:48
  5. Memo (G. Learson) – 5:53
  6. The Beauty of Dissolving Portraits – 4:14
  7. Asiam (Joan; Akinmusire/Bleckmann) – 6:03
  8. Bubbles (John William Sublett) – 3:55
  9. Ceaseless Inexhaustible Child (Cyntoia Brown; Akinmusire / Cold Specks) – 6:12
  10. Rollcall for Those Absent – 3:39
  11. J. E. Nilmah (Ecclesiastes 6:10) – 5:13
  12. Inflatedbyspinning – 3:03
  13. Richard (Conduit) – 16:28
- Alle anderen Kompositionen stammen von Ambrose Akinmusire.

## Rezeption
Thom Jurek verlieh dem Album in AllMusic vier Sterne (von fünf) und meinte, Ambrose Akinmusire liefere nach dem von der Kritik gelobten Album When the Heart Emerges Glistening von 2011 mit der vorliegenden Produktion „ein breites Spektrum an sorgfältig ausgefeilten, genre-übergreifenden Kompositionen – moderne Klassik, anspruchsvoller Pop, gesprochenes Wort – in Ergänzung zum Jazz.“ In den Instrumentalnummern kreuze der Trompeter freien, modalen Jazz und Post-Bop, wobei jeder genug Raum für solistische Beiträge erhalte. The Imagined Savior Is Far Easier to Paint sei „provokativ: seine launenhaften, myriadischen musikalischen Richtungen und die Länge von [knapp] 79 Minuten mag anfangs erschlagend sein. Was sich erst beim wiederholten Hören erschließt, ist, dass das Ergebnis dieses Sets mit dem Anspruch im rechten Verhältnis steht.“

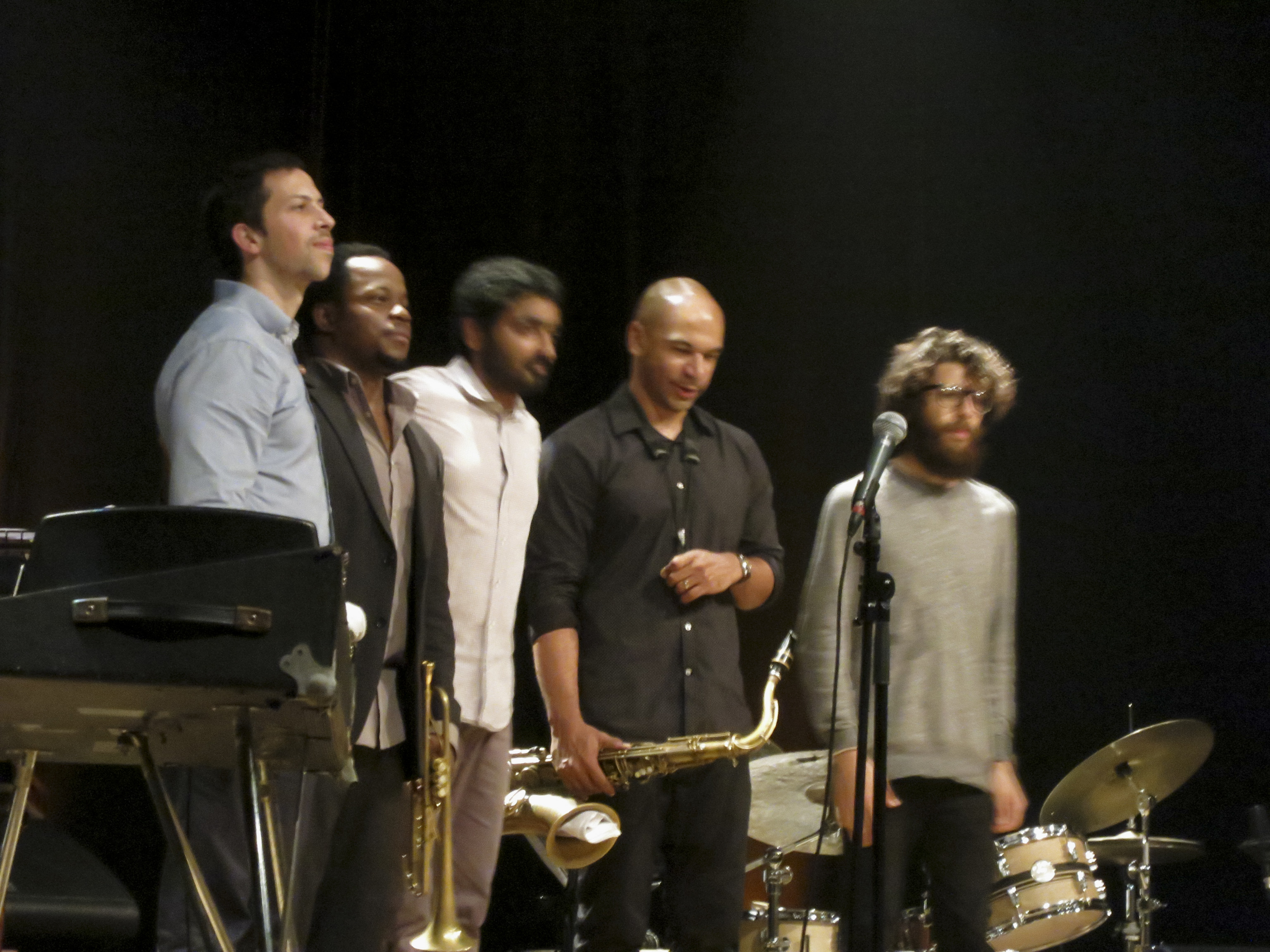
Sam Harris, Ambrose Akinmusire, Harrish Raghavan, Walter Smith III, Tommy Crane; Seixal Jazz, 2014

Mark F. Turner meinte in All About Jazz, mit The Imagined Savior Is Far Easier to Paint schlage Akinmusire eine neue Seite auf, erzählend und dabei progressive Musik mit Songs und Liedtexten verbindend. Akinmusires Band sei „absolute Spitze“, einschließlich des Gast-Gitarristen Charles Altura, sowohl in gleichermaßen komplexen wie melodischen Nummern wie As We Fight und Bubbles als auch in den swingenden Turbulenzen des episodischen 16-minütigen Livestücks Richard. inflatedbyspinning stelle, auch wenn der Trompeter nicht mitspiele, Akinmusires Qualitäten als Komponist heraus.
Mike Diver schrieb in Pop Matters, Ambrose Akinmusire verstehe es, Stimmungen zu schaffen und damit Musik, die man zuvor nicht gehört habe. Das vorliegende Album sei daher noch bemerkenswerter als sein Blue-Note-Debüt von 2011. Mit seiner Band gelinge es ihm, sich auf verschiedenen Wegen zu bewegen, von einem Hardbop-Quintett bis zu einem impressionistisch anmutendem Kammerensemble. Mit den hinzugezogenen weiteren Musikern schaffe er Subgruppierungen, was ihm „ein langsames cinematisches Ausbreiten verschiedener Spannungen, [Klang]landschaften und Emotionen“ ermögliche.
Die vier Vokalbeiträge seien ausgeprägt und bemerkenswert; Becca Stevens’ Beitrag sei so großartig ausgearbeitet, dass man ihn sich als Radiohit oder Indie-Pop-Sensation vorstellen könne. Demgegenüber seien die Instrumentalnummern keinesfalls zweitrangig; „statt dass jeder Track einen irgendwie standardisiert klingenden propulsiven Groove“ habe (was man bei einer Blue-Note-Aufnahme erwarten könne, wie bei den schlagzeugbetonten Memo oder dem eher melancholischen As We Fight), gebe er hier „ein Arrangement, das auf großartige Weise neue Wege geht. So beginnt zum Beispiel ‚J. E. Nilmah‘ mit einem Satz Kringeln und stöbert mit Gitarre, Piano und Trompete herum, bis sich schleichend ein Thema im Ensemblespiel mit ungewöhnlicher Taktart entwickelt“.
„Die Vorzüge von The Imagined Savior is Far Easier to Paint sind letztlich so verschieden und manch einem Leser dieser Besprechung mag es vorkommen, dass es unzusammenhängend klingen mag. Und die Antwort ist nein. Wenngleich Akinmusire seine Musik durch vier verschiedene Vokalperformances und diverse Instrumentenkombinationen steuert und dabei mitten auf dem Wege Genres mischt, ist das Ergebnis im besten Sinne einheitlich. […]“ Die Variationen im Ton, Form und Emotion machten das Album eher zur zufriedenstellenden Reise als zu einem Eintauchen in nur einer einzigen Stimmung, so dass das Hören zu einer alles in allem großartigen Erfahrung werde. „Ambrose Akinmusire erhebt mit seinen beiden letzten Alben den Anspruch, zu den wirklich besten Musikern im Jazz zu gehören – oder in jedem anderen Musikstil.“

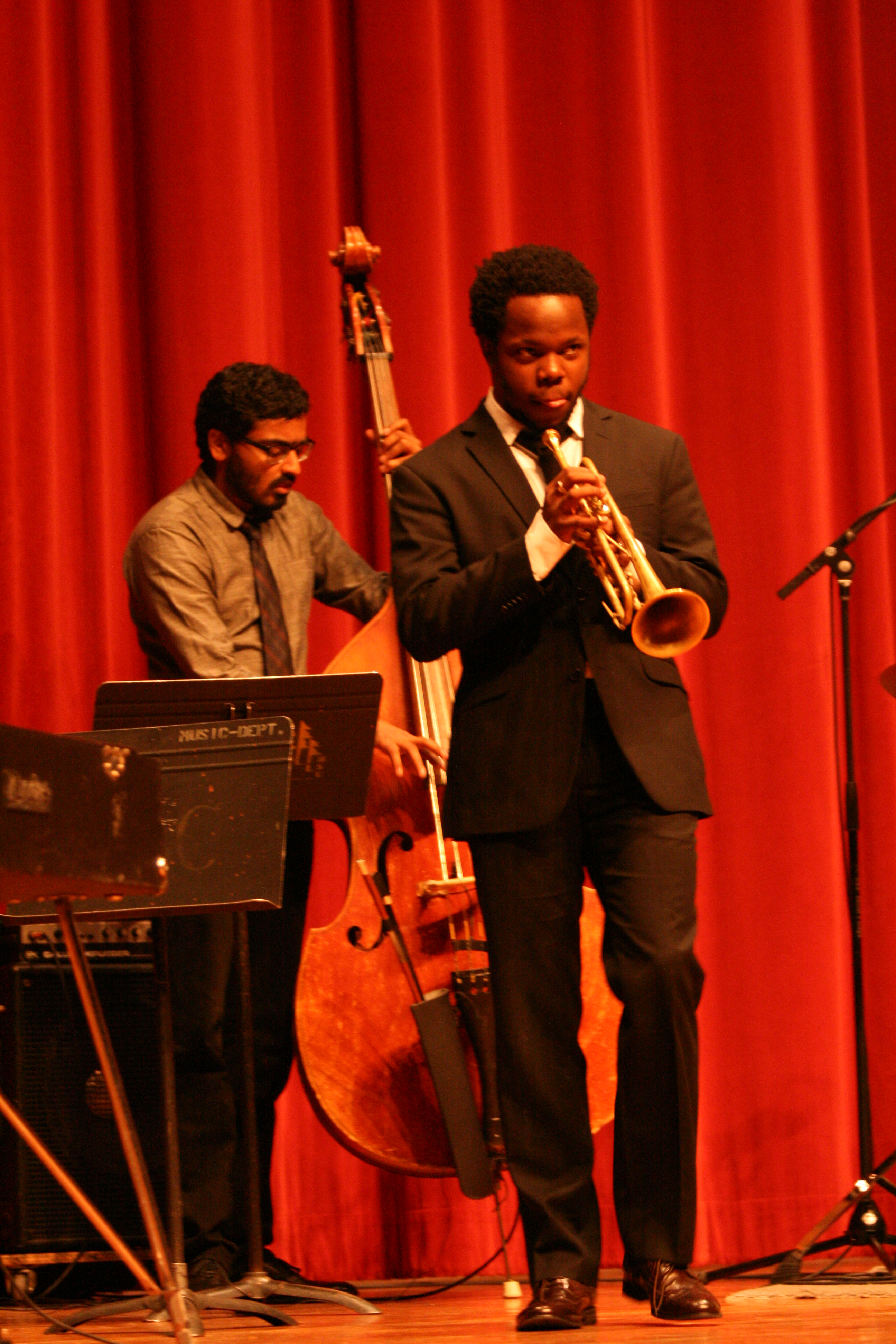
Ambrose Akinmusire 2011

Für Michael J. West (JazzTimes) ist Ambrose Akinmusires drittes Album eine „Komponisten-Platte“; alle zwölf Originalkompositionen (einschließlich der von Becca Stevens) seien „komplexe Stücke: mannigfaltige Abschnitte, verzwickte Metren und das Fehlen von Motiven oder konventionellen Formen.“ So sei etwa Vartha auf einem heiteren Dreivierteltakt für die Rhythmusgruppe aufgebaut, „bevor Akinmusires Eintritt den Groove sprengt und dann gerade so lange wiederherstellt, bis eine neue Tonart moduliert ist, die dann abermals demoliert wird. Kaum dazu geeignet, Standards zu werden, befördern diese Stücke nichtsdestotrotz erfolgreich abgrundtiefe Emotionen – und Akinmusires Trompetenspiel.“ Auch wenn dies in Rollcall for Those Absent mit dem hohen, schreienden Ton des Trompeters etwas überambitioniert ausfalle, sei The Imagined Savior Is Far Easier to Paint ein „prachtvolles, bewegendes Album.“
Chris Barton meinte in der Los Angeles Times, Ambrose Akinmusire betrete mit dem Album Neuland, und es sei nicht immer einfach, ihm bei seinem Umherreisen zu folgen. Dennoch sei es ein spannender Versuch; und es stelle sich nach mehrmaligen Hören der Gedanke ein: Wohin will er beim nächsten Mal gehen?
In National Public Radio schrieb Patrick Jarenwattananon: „Die Stücke sind nicht sonderlich tanzbar oder auf Serenaden unter der Dusche zugeschnitten,“ noch sei dies antagonistische oder algebraische Musik. Bei all den Streichern, Stimmen „und anderer Klangalchemie“ sei Imagined Savior im Spiel von Akinmusires Working Quintet verankert, mit der Unterstützung von Charles Altura an der Gitarre. Dieser Eindruck einer fast standardmäßigen Instrumentierung zentriere die Platte. Die breite Palette des Spiels gebe umfangreiches Beweismaterial für eine umfassende Vision.
Nate Chinen bezeichnete das Album in der New York Times als brillant, es sei jedoch weder „eine lodernde Postbop-Vorführung“ noch ein Konzeptalbum, trotz des Titels und des thematischen Untertons von Kampf. Ebenso wenig sei es eine Erläuterung zu den Übereinstimmungen von Jazz und Kammermusik, was der Einbezug des Osso String Quartet nahelegen mag. Vielmehr brilliere es im Reich der melancholischen Ausdrucksmöglichkeiten (“realm of poignant possibility”) und der kunstvollen Schlussfolgerungen (“artful implication”), und mit einem nicht geringen Anteil an Schönheit. Akinmusire habe dabei einen „festen ästhetischen Kompass, und als Bandleader eine sichere Hand am Steuer; und er stolpert auch nicht in den düsteren und unruhigen Stimmungen des Albums.“ Seine Band gleite in Stücken wie Bubbles (john william sublett) graziös durch eine Serie rhythmischer und harmonischer Wendungen und zeige dabei eine Kultiviertheit, ohne die Anstrengungen zu verharmlosen. Seinen „politisch engagierten Humanismus“ drücke Akinmusire vor allem in den drei Liedern aus; seine anspruchsvolle Haltung zeige sich auch in seinem Trompetenspiel, wie in der nachdenklichen Ballade The Beauty of Dissolving Portraits (mit dem Osso String Quartet und der Flötistin Elena Pinderhughes) oder in Richard (conduit), „dem groben Livetrack, der das Album im Geist einer dramatischen Expedition beschließt.“
Davis Inman schrieb im Down Beat, das neue Album Akinmusires spiegele dessen Wunsch wider, Charakter-fokussierte Songs zu schreiben. Statt eindrucksvoll seine Blechblas-Hiebe (brass chops) herauszustellen‚ sorge Akinmusire dafür, dass die Vokalisten als Solisten leuchten. Andererseits zeigten die Instrumentalstücke Inflatedbyspinning und The Beauty Of Dissolving Portraits seine Affinität für klassische Instrumentierung‚ ersteres ist mit dem dröhnenden Cello sehr bewegend, letzteres kombiniert die Streicher mit seinen eigenen malerischen, unterstützenden Tönen. Statt mit Muskelspiel verführe Akinmusire mit „faszinierenden Arrangements und klanglichen Texturen.“ In einem Downbeat-Interview hatte der Musiker geäußert:

„Das nervtötende‚ Jazz-Power-Trompetending ist nichts für mich. Ich will eher versuchen ein Leiter zu sein und die Dinge entstehen zu lassen. Das ist die Kraft der Kunst‚ die wirklich Menschen verändern kann.“